# Erblicher Ring
In der Mathematik liefert die Länge einer projektiven Auflösung eines Moduls über einem Ring {\displaystyle R} in einem gewissen Sinne ein Maß dafür, wie „kompliziert“ der Modul ist.
Ein Ring {\displaystyle R} heißt erblich, wenn jeder Untermodul eines projektiven {\displaystyle R}-Moduls projektiv ist. Das heißt, jede minimale projektive Auflösung eines Moduls stoppt bereits nach zwei Schritten.
Bei nicht-kommutativen Ringen unterscheidet man zwischen Links- und Rechtserblichkeit: Ein Ring {\displaystyle R} heißt links-erblich, wenn jeder Untermodul eines projektiven {\displaystyle R}-Linksmoduls projektiv ist. Entsprechend heißt ein Ring {\displaystyle R} rechts-erblich, wenn jeder Untermodul eines projektiven {\displaystyle R}-Rechtsmoduls projektiv ist. Es gibt Ringe, die links- aber nicht rechts-erblich sind, und umgekehrt (s. u.).

## Beispiele
- Jeder Körper {\displaystyle K} ist erblich, da alle {\displaystyle K}-Moduln (= {\displaystyle K}-Vektorräume) frei und damit projektiv sind.
- Jeder halbeinfache Ring ist erblich, da jeder Modul über dem Ring projektiv ist.
- Jeder Hauptidealring ist erblich, da hier projektive Moduln frei sind und Untermoduln freier Moduln ebenfalls frei sind.
- {\displaystyle {\begin{pmatrix}\mathbb {Q} &\mathbb {Q} \\0&\mathbb {Z} \end{pmatrix}}:=\left\{{\begin{pmatrix}a_{1,1}&a_{1,2}\\0&a_{2,2}\end{pmatrix}}\in \operatorname {Mat} (2,\mathbb {Q} )\mid a_{2,2}\in \mathbb {Z} \right\}} ist links-erblich, aber nicht rechts-erblich.[3]
- Jede Wegealgebra eines Köchers ist erblich.